# Werner Israel
Werner Israel, OC, FRSC, FRS, kanadski fizik, * 4. oktober 1931, Berlin, Nemčija, † 18. maj 2022.

## Življenje in delo
Israel je odraščal v Cape Townu, Južna Afrika. Na Univerzi v Cape Townu je leta 1951 diplomiral, leta 1954 je opravil magisterij. Doktoriral je leta 1960 na Kolidžu Trinity v Dublinu.
Skupaj z Ericom Poissonom je leta 1990 kot prvi začel raziskovati notranjost črnih lukenj. Po predlogu Rogerja Penrosea je Israel odkril pomemben pojav masne inflacije, kar sicer ni v sorodu z inflacijo zgodnjega Vesolja.
Israel je član kozmološkega programa Kanadskega inštituta za višje raziskovanje. Do upokojitve leta 1996 je bil profesor na Oddelku za fiziko Univerze Alberte v Edmontonu. Leta 1996 so ga izvolili za izrednega profesorja fizike in astronomije na Univerzi v Victorii. Skupaj s Stephenom Hawkingom je bil sourednik pri dveh knjigah.
Od leta 1972 je član Kanadske kraljeve družbe in od leta 1986 član londonske Kraljeve družbe.